# Јеванђеље Светог Катберта
Јеванђеље Светог Катберта (пријашњи назив је био: Стонхарст Јеванђеље) је рукопис Јеванђеља по Јовану из 7. вијека. Јеванђеље је названо по Светом Катберту од Линдисферна у чији ковчег је положено највјероватније 698. године, неколико година након његове смрти 687. Написано је на латинском језику. Ковчег Светог Катберта је касније пренесен у Дарам, град у североисточној Енглеској. Јеванђеље је пронађено у ковчегу приликом откривања светачких моштију у Дарам катедрали 1104. године.
Књига је величине длана, што би се данас назвало „џепно издање“, димензија 96 са 136 милиметра. Британска библиотека је књигу у априлу 2012. откупила за девет милиона фунти стерлинга или 14,3 милиона долара. Сматра се за једну од најстаријих и најскупљих сачуваних књига.